# Lalamido
Niektóre z zamieszczonych tu informacji wymagają weryfikacji.
Dokładniejsze informacje o tym, co należy poprawić, być może znajdują się w dyskusji tego artykułu.
 Po wyeliminowaniu niedoskonałości należy usunąć szablon {{Dopracować}} z tego artykułu.
Lalamido (z podtytułem: ..., czyli porykiwania szarpidrutów) – telewizyjny program satyryczny nadawany w TVP2 w latach 1992-1999.

## Fabuła
Program składał się z luźno powiązanych skeczy zabarwionych absurdalnym humorem i okraszonych amatorskimi animacjami komputerowymi, podkładanymi za pomocą blueboxu. Był adresowany głównie do młodzieży.
Program realizowali: Beata Dunajewska, przez jakiś czas również Yach Paszkiewicz i Magda Kunicka.
Program prowadzili Krzysztof Skiba i Paweł „Konjo” Konnak. Przy realizacji programu współpracowali między innymi Dariusz Brzóska Brzóskiewicz (prowadzący rubrykę Dwa haiku i jeden głupi dowcip), Wiganna Papina, Wiesia Warszawska, Magda Bem, Krystyna Świeca, Krystyna Naróg, Mariusz Pucyło, Paulus Mazur, Grzegorz Skawiński, Paweł Kukiz, a także Pan Witek z Atlantydy (w każdym odcinku wykonywał jedną piosenkę trwającą około minuty).
Po kilku sezonach program zmienił swoją formę i czas emisji: powstało Lalamido nocą, którego realizatorami byli Skiba i Konjo.
Producentem programu była Agencja Filmowa „Profilm” Macieja Grzywaczewskiego. Program powstawał w Prywatnej Telewizji Elgaz w Gdyni.

## Nagrody
- 1993: Nagroda za Najlepszy Program Muzyczny dla Lalamido czyli porykiwania szarpidrutów na Festiwalu Polskich Wideoklipów Yach Film[1] a w 1994 roku nominowane było do nagrody „Polityki” za najlepszy program muzyczny dla młodzieży.